# Deset skandi križaljaka
Deset skandi križaljaka je bila hrvatska zagonetačka revija iz Bjelovara. Prvi broj izašao je 1973. godine. Nastavljao je list Skandi Čvor. Izlazio je polumjesečno do 1987. godine. Izdavač je bilo Zagonetačko društvo Čvor. Nastavlja se kao Skandi.